# Dauerschach
Dauerschach oder auch Ewiges Schach bezeichnet eine Situation beim Schachspiel, in der ein König den aufeinanderfolgenden gegnerischen Schachgeboten weder entweichen noch diese durch Dazwischenziehen von Figuren entkräften kann. Damit endet die Partie remis, entweder durch Stellungswiederholung oder – in seltenen Fällen – durch die 50-Züge-Regel. Nach den Regeln des Weltschachbundes FIDE kann jeder der beiden Spieler Remis beantragen, sobald die Voraussetzungen gemäß einer dieser Regeln erfüllt sind.
Ein Dauerschach wird meist von einem Spieler erzwungen, der seine Position als schlechter einschätzt und die Gelegenheit nutzen will, die Partie wenigstens mit einem Unentschieden zu beenden. Dies kann zum Beispiel der Fall sein, wenn ein Angriff im Mittelspiel, für den Material geopfert wurde, zwar nicht zum Matt führt, der gegnerische König aber Schachgeboten nicht entrinnen kann. Ein typisches Beispiel ist die sogenannte Unsterbliche Remispartie. Auch in Damenendspielen ist das Dauerschach ein häufig anzutreffendes Motiv.

## Beispiele
| Fischer – Tal · Leipzig, Schacholympiade 1960 \| \| a \| b \| c \| d \| e \| f \| g \| h \| \| \| 8 \| \| \| \| \| \| \| \| \| 8 \| \| 7 \| \| \| \| \| \| \| \| \| 7 \| \| 6 \| \| \| \| \| \| \| \| \| 6 \| \| 5 \| \| \| \| \| \| \| \| \| 5 \| \| 4 \| \| \| \| \| \| \| \| \| 4 \| \| 3 \| \| \| \| \| \| \| \| \| 3 \| \| 2 \| \| \| \| \| \| \| \| \| 2 \| \| 1 \| \| \| \| \| \| \| \| \| 1 \| \| \| a \| b \| c \| d \| e \| f \| g \| h \| \| 21. Kg2–h1 Dg4–f3+ · 22. Kh1–g1 Df3–g4+ · usw. | Das Beispieldiagramm zeigt eine typische Dauerschachkonstellation aus einer Partie zwischen Bobby Fischer und dem damaligen Weltmeister Michail Tal während der Schacholympiade in Leipzig. Schwarz befindet sich in Materialrückstand und gibt nun mit der Dame auf den Feldern g4 und f3 fortwährend Schach, woraufhin der weiße König zwischen h1 und g1 pendelt. Ein weiteres Beispiel findet sich in der Beratungspartie Leser von Pionerskaja Prawda – Michail Tal, die ebenfalls mit einem Dauerschach endete. Auch die Studien von Filip Semjonowitsch Bondarenko und Hermann Rübesamen enden mit Dauerschach. |   |   |   |   |   |   |   |   |
| | a | b | c | d | e | f | g | h |   |
| 8 | |   |   |   |   |   |   |   | 8 |
| 7 | |   |   |   |   |   |   |   | 7 |
| 6 | |   |   |   |   |   |   |   | 6 |
| 5 | |   |   |   |   |   |   |   | 5 |
| 4 | |   |   |   |   |   |   |   | 4 |
| 3 | |   |   |   |   |   |   |   | 3 |
| 2 | |   |   |   |   |   |   |   | 2 |
| 1 | |   |   |   |   |   |   |   | 1 |
| | a | b | c | d | e | f | g | h |   |